# برودک و کونیتسه
برودک و کونیتسه (به چکی: Brodek u Konice) یک منطقهٔ مسکونی در جمهوری چک است که در ناحیه پروستییوو واقع شده‌است. برودک و کونیتسه ۱۴٫۱۵ کیلومتر مربع مساحت و ۹۴۳ نفر جمعیت دارد و ۵۹۵ متر بالاتر از سطح دریا واقع شده‌است.